# Misael Vacca Ramírez
Misael Vacca Ramírez (Somondoco, 5 novembre 1955) è un arcivescovo cattolico colombiano, dal 31 dicembre 2022 arcivescovo metropolita di Villavicencio.

## Biografia

### Formazione e ministero sacerdotale
Dopo aver frequentato la scuola primaria pubblica di Somondoco, ha proseguito gli studi secondari nel Colegio José Benigno Perilla, a Somondoco, diplomandosi nel 1976. È stato ordinato sacerdote il 3 dicembre 1983, incardinandosi nella diocesi di Garagoa.
Nel 1988 ha conseguito la licenza in filosofia e scienze religiose presso l'Università Santo Tomás di Bogotà; successivamente ha proseguito gli studi a Roma, ottenendo nel 1991 la licenza in teologia dogmatica e nel 1992 una specializzazione in pastorale giovanile e catechistica presso la Pontificia Università Salesiana.
Dal 1984 al 1988 è stato cappellano e docente del Colegio Nacionalizado san Luis di Garagoa, mentre dal 1992 al 1995 è stato direttore della licenza in etica e scienze religiose presso l'istituto universitario Juan de Castellanos, dove successivamente è stato dapprima vice-rettore e dal 2000 al 2001 rettore.

### Ministero episcopale
Il 24 aprile 2001 papa Giovanni Paolo II lo ha nominato vescovo di Yopal.
Ha ricevuto l'ordinazione episcopale il 10 agosto successivo dalle mani del nunzio apostolico in Colombia Beniamino Stella, co-consacranti l'arcivescovo di Tunja Luis Augusto Castro Quiroga e il vescovo di Garagoa José Vicente Huertas Vargas.
Il 27 settembre 2004 e il 14 giugno 2012 ha compiuto la visita ad limina insieme agli altri prelati colombiani.
Il 4 luglio 2014, mentre era in visita alla comunità cristiana di Morcote, è stato rapito da un gruppo di componenti del Frente José David Suárez dell'Ejército de Liberación Nacional, che lo ha tenuto sotto sequestro per tre giorni.
Il 18 aprile 2015 papa Francesco lo ha nominato vescovo di Duitama-Sogamoso.
Dal 15 agosto 2015 al 1º ottobre 2016, giorno della presa di possesso di José Libardo Garcés Monsalve, e dal 20 novembre 2021 al 1º ottobre 2022, giorno della presa di possesso di Félix María Ramírez Barajas, è stato amministratore apostolico di Málaga-Soatá.
Il 31 dicembre 2022 papa Francesco lo ha nominato arcivescovo metropolita di Villavicencio, succedendo a Óscar Urbina Ortega, dimessosi nel mese di aprile per raggiunti limiti d'età.
Il 2 marzo 2023 ha preso possesso dell'arcidiocesi, mentre il 29 giugno successivo ha ricevuto il pallio dal papa durante la cerimonia svoltasi in piazza san Pietro a Roma.
Nell'ambito della Conferenza episcopale colombiana è stato membro della commissione episcopale per il matrimonio e la famiglia e del consiglio episcopale per la pace.

## Genealogia episcopale
La genealogia episcopale è:
- Cardinale Scipione Rebiba
- Cardinale Giulio Antonio Santori
- Cardinale Girolamo Bernerio, O.P.
- Arcivescovo Galeazzo Sanvitale
- Cardinale Ludovico Ludovisi
- Cardinale Luigi Caetani
- Cardinale Ulderico Carpegna
- Cardinale Paluzzo Paluzzi Altieri degli Albertoni
- Papa Benedetto XIII
- Papa Benedetto XIV
- Papa Clemente XIII
- Cardinale Enrico Benedetto Stuart
- Papa Leone XII
- Cardinale Chiarissimo Falconieri Mellini
- Cardinale Camillo Di Pietro
- Cardinale Mieczysław Halka Ledóchowski
- Cardinale Jan Maurycy Paweł Puzyna de Kosielsko
- Arcivescovo Józef Bilczewski
- Arcivescovo Bolesław Twardowski
- Arcivescovo Eugeniusz Baziak
- Papa Giovanni Paolo II
- Cardinale Beniamino Stella
- Arcivescovo Misael Vacca Ramirez